# 東京都立大學
东京都立大学（日语：／ Tōkyō Tōritu Daigaku，英語：Tokyo Metropolitan University），簡稱都立大，舊名首都大学东京，是一所位於東京都八王子市的公立大學，於2005年創立。2020年4月起更为現名。

## 沿革
在2003年的東京都知事選舉中，石原慎太郎提出了「在東京創立一個全新的大學」的政見。其後，東京都整合了4所位于都内的公立大学（分别为東京都立大學、東京都立科學技術大學、東京都立保健科學大學和東京都立短期大學）。统合后的大学被命名为「首都大学东京」，于2005年成立。这也是当时日本唯一一个不以“大学”为名称结尾的大学。首都大学东京成立后6年，即2011年，原东京都立大学被彻底废除。
2020年4月1日，大学名称变更为东京都立大学，但英文名称不变。由于更名后的名称和前身校的名称相同，学校官方以“复活”的名义对更名行为进行了描述。

## 学术
东京都立大学以“追求大城市中人类社会的理想形象”为使命，致力于大城市东京特有的都市教育研究。
在2020年度QS世界大学排名中，东京都立大学位列世界第601-650名、日本并列第23名。在2020年度泰晤士高等教育世界大学排名中，东京都立大学位列世界第601-800名、日本并列第16名。

## 学部及大学院
自2018年4月学部改组之后，东京都立大学现设有如下学部和大学院研究科。
- 人文社会学部、人文科学研究科
- 法学部、法学政治学研究科
- 经济经营学部、经营学研究科
- 理学部、理学研究科
- 都市环境学部、都市环境科学研究科
- 工程设计学部、工程设计研究科
- 健康福祉学部、人间健康科学研究科

## 校址
东京都立大学现有如下校区。
- 南大泽校区（东京都八王子市南大泽1-1）
- 日野校区（东京都日野市旭丘6-6）

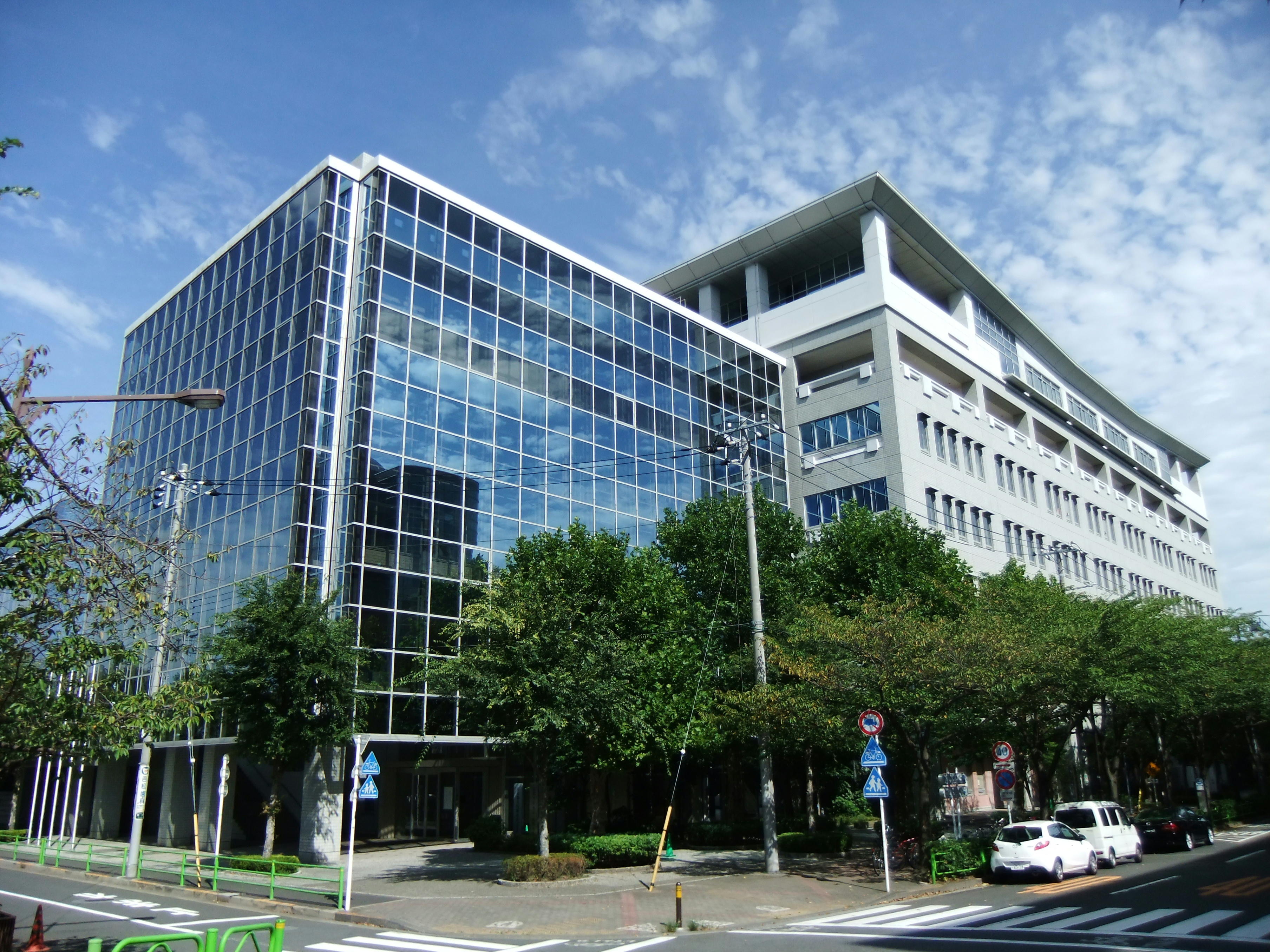
晴海校区（社会科学研究科）

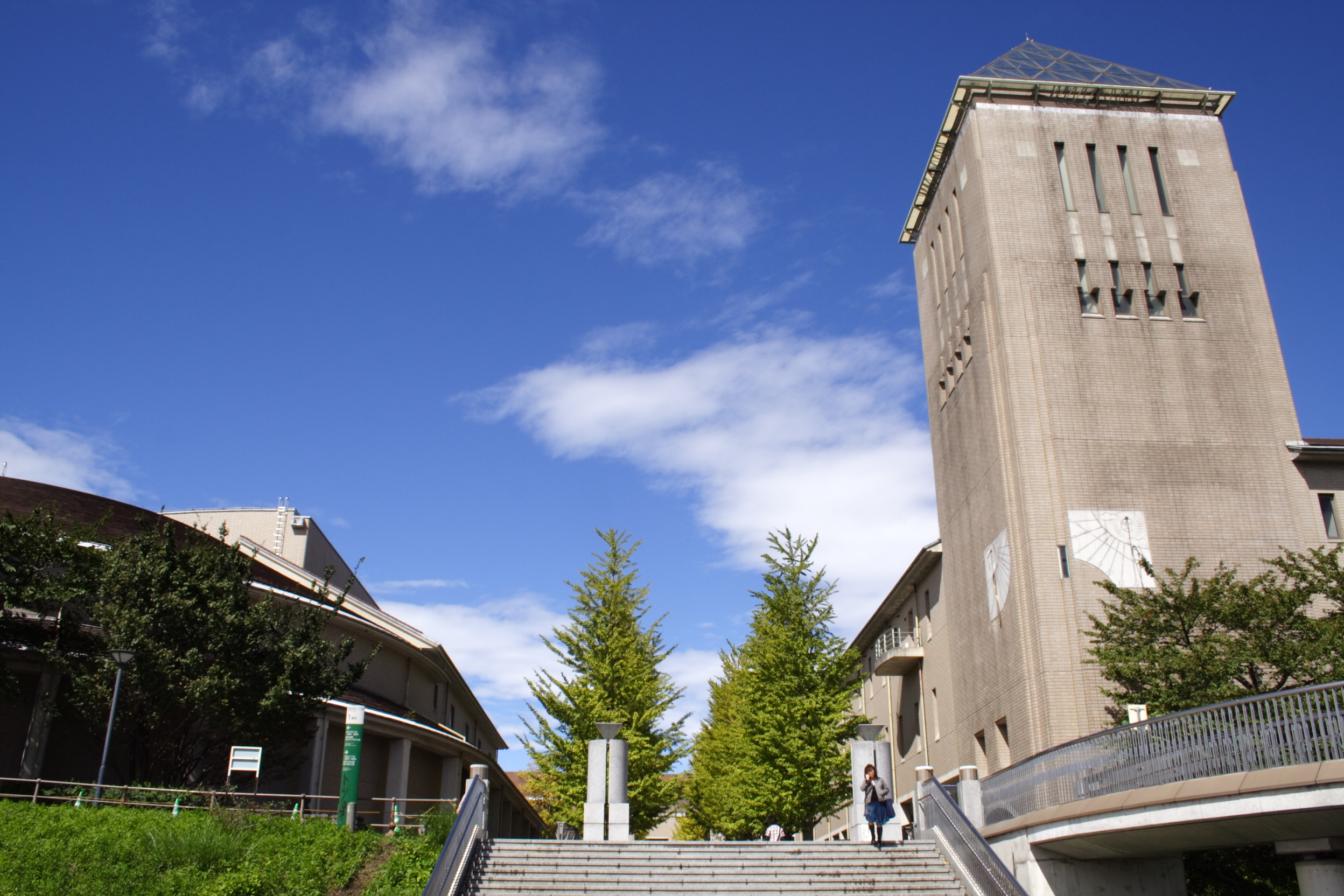
南大澤校區

- 荒川校区（东京都荒川区东尾久7-2-10）
- 晴海校区（东京都中央区晴海1-2-2）

同时，还设有如下卫星校区。
- 丸之内卫星校区（东京都千代田区丸之内1-4-1 丸之内永乐大厦18层）
- 秋叶原卫星校区（东京都千代田区外神田1-18-13 秋叶原Dai大厦12层）
- 饭田桥校区（东京都千代田区饭田桥3-5-1 东京区政会馆3层）

## 知名校友
- 細野秀雄 - 東京工業大學教授，諾貝爾物理學獎候選人
- 鈴木悠太 - 鋼琴家、YouTuber

## 知名教授
- 春田正毅 - 諾貝爾化學獎候選人
- 格雷厄姆·哈欽斯 - 原教授，諾貝爾化學獎候選人
- 北川進 - 原教授，諾貝爾化學獎候選人

## 相關項目
- 日本大学列表

## 外部連結
- 东京都立大学 （页面存档备份，存于）（日語）